# Pane sciocco

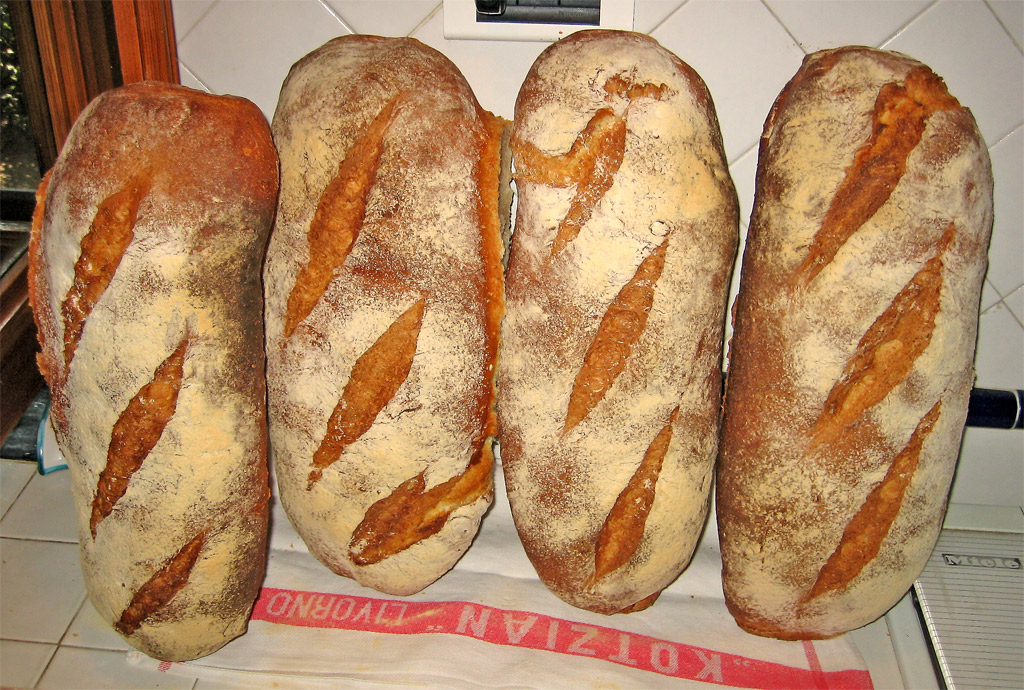
Pane toscano.

Le terme pane sciocco désigne un type de pain dans la production duquel le sel est totalement absent. La commercialisation de ce type de pain concerne certaines régions de l'Italie centrale, en particulier la Toscane, l'Ombrie, les Marches, dans les régions de Teramo et de Viterbe et la partie de la Romagne qui, jusqu'en 1923, faisait partie de la province de Florence, appelée Romagne toscane. La variété produite en Toscane est reconnue Pane Toscano DOP. 

## Étymologie
Sciocco signifie « sans sel », mais aussi « bête ».

## Histoire
Selon la légende, les boulangers ont créé un pain sans sel pour ne pas avoir à payer une taxe sur le sel plus élevée. Au XIIe siècle, les éternels rivaux de Pise, en contrôlant l'accès à la mer, avaient augmenté les impôts sur le sel, obligeant les Florentins à riposter. Certains avancent qu'on le consomme encore aujourd'hui du fait de la propension du sel à attirer l'humidité et à faire moisir le pain. 

## Utilisation
Le pane sciocco est souvent consommé avec des condiments toscans comme le Pecorino Toscano, le jambon, les saucisses et le prosciutto crudo. C'est l'ingrédient premier de la ribollita.